# 诺勃酮
诺勃酮 (乙基羟基二降孕烯酮) 是一种合成代谢类固醇。最早由惠氏实验室于1966年合成，作为增加体重和治疗身材矮小的药物进行试验，因为担心潜在的毒性没有进行商业销售。21世纪初在体育比赛运动员尿检中检出。